# Drino
Il Drino (in greco Δρίνος?, Drinos) è un fiume dei Balcani, affluente di sinistra della Voiussa, che nasce nella Grecia nord-occidentale e attraversa l'Albania meridionale.

## Percorso
Il Drino nasce nel territorio dell'unità periferica di Giannina, nella Grecia nord-occidentale, presso il villaggio di Delvinaki. Scorre verso nord-ovest e attraversa il confine albanese presso Ktismata.
Continua il suo percorso lambendo Argirocastro, uno dei principali centri dell'Albania meridionale, e sfocia in sinistra orografica nella Voiussa a sud di Tepelenë.